# Große Messe in c-Moll
Die Große Messe in c-Moll von Wolfgang Amadeus Mozart, KV 427 (KV6 417a), entstand 1782 und ist, obwohl unvollendet, eine der herausragenden Messvertonungen der europäischen Musikgeschichte. Die Bezeichnung „Große Messe“ ist ein späteres Attribut. Formal gehört das Werk zum Typus der Missa solemnis. Die Originalhandschrift befindet sich in der Staatsbibliothek zu Berlin/Preußischer Kulturbesitz (Musikabteilung) unter der Signatur Mus.ms. autogr. W. A. Mozart KV 427.

## Entstehungsgeschichte
Mozart hat über 70 kirchliche Werke komponiert, darunter insgesamt 18 Messen. Der weitaus überwiegende Teil davon entstand in seiner Salzburger Zeit, also im Zeitraum bis 1781. Die meisten Salzburger Kirchenwerke entstanden im Dienste der Salzburger Erzbischöfe. Erzbischof Colloredo liebte lange Messen nicht, vor allem wenn er sie selber zelebrieren musste. Deshalb durften diese Messen nicht länger als höchstens eine Dreiviertelstunde dauern.
Nach seinem Abschied aus des Fürstbischofs Diensten übersiedelte Mozart nach Wien. Dort hatte er mit Kirche und Kirchenmusik nur mehr wenig zu tun. Als freier Künstler schrieb er in erster Linie Serenaden, Sonaten, Klavierkonzerte, Symphonien und Opern.
Trotzdem begann er im Sommer 1782 ohne jeden äußeren Auftrag (jedenfalls ist von einem solchen bisher nichts bekannt geworden) in Wien eine neue Messe zu schreiben. Am 4. August 1782 hatte die Hochzeit von Wolfgang und Constanze Mozart stattgefunden. Am 17. August 1782 schrieb Mozart: „… mit einem Worte wir sind für einander geschaffen – und gott der alles anordnet, und folglich auch dieses gefüget hat, wird uns nicht verlassen“. An anderer Stelle schrieb Mozart, er habe „in seinem Herzen versprochen, wenn er sie als seine Frau nach Salzburg brächte, dort eine neukomponierte Messe zur Aufführung zu bringen.“
In diesem Gefühl der Frömmigkeit und Liebe begann Mozart mit der Komposition der c-Moll-Messe, die er am 26. Oktober 1783 in der Salzburger Peterskirche mit seiner Frau Constanze als Sopran-Solistin aufführen wollte. Da dokumentarische Nachweise für eine Aufführung fehlen, kam es wahrscheinlich gar nicht dazu. Die Messe war möglicherweise als eine Art Votivgabe für Constanze gedacht gewesen. Davon zeugt insbesondere die unvergleichliche Sopranarie Et incarnatus est. Mozart stellte die Messe nicht fertig, was  Anlass für Spekulationen gibt. Ein Grund für ihre Nicht-Fertigstellung mag darin liegen, dass die Josephinischen Kirchenmusik-Reformen es zwischen 1783 und 1790 praktisch keinem österreichischen Komponisten ermöglichten, größer besetzte Kirchenmusik aufzuführen, wie der Musikwissenschaftler Martin Geck herausarbeitete. Ein anderer, dass im Sommer 1783 das erste gemeinsame Kind, Raimund Leopold, (am 17. Juni geboren) am 19. August 1783 bei seiner Amme in Wien verstorben war (Mozart weilte mit Constanze seit 27. Juli 1783 in Salzburg) und dies die gesamte Familie Mozart in niedergeschlagene Stimmung stürzte. In weiterer Folge hat Mozart das „Kyrie“ und das „Gloria“ der Messe 1785 zu dem Oratorium Davide penitente umgearbeitet.
Die c-Moll-Messe ist ein Monumentalwerk, das den Rahmen der bisherigen Messkompositionen Mozarts sprengte. In jenen Jahren setzte sich Mozart mit den Werken Georg Friedrich Händels und Johann Sebastian Bachs auseinander (Leipziger Chor-Motetten; u. a. Fugen-Adaptionen nach Stücken aus dem „Wohltemperierten Clavier“), die er durch die Vermittlung des Baron Gottfried van Swieten kennenlernte und die eine schöpferische Krise und Überwindung dieser Krise bei Mozart auslösten. Nicht nur Bach steht hinter diesem Werk. Durch seine Konzertbearbeitungen von großen Kantaten und Oratorien Händels („Cäcilien-Ode“, „Das Alexandersfest“, „Acis und Galathea“, sowie vor allem Der Messias (Händel, arr. Mozart)) für deutschsprachige Aufführungen im Hause Swietens (Gesellschaft der Associierten Cavaliers) auch der englische Großmeister (dessen „Hallelujah“ aus dem „Messias“ im „Gloria“ der c-moll-Messe deutlich aufklingt). Die Italiener des 18. Jahrhunderts erscheinen gleichfalls transfiguriert. Die Fugen am Ende des „Gloria“ und des „Sanctus“ zeigen, in welch hohem Maße Mozart den kontrapunktischen Stil mit eigenem Geist erfüllt hat. Die „Große Messe in c-Moll“ ist Mozarts ehrgeizigste Komposition in dieser Gattung.
Wie sein großes letztes kirchenmusikalisches Werk, das Requiem KV 626, ist auch die Große Messe in c-Moll ein Torso geblieben und wurde von Mozart nicht vollendet. Weite Strecken des „Credo“ und das ganze „Agnus Dei“ fehlen. Der Erstdruck des Fragments erschien bereits 1840 im Verlag von Johann Anton André in Offenbach. 1847 vervollständigte der Wiener Kapellmeister und Komponist Joseph Drechsler das bekannte Fragment für eine Aufführung im Stephansdom zu Wien. Weder Partitur noch Aufführungsmaterial hierzu konnten bislang aufgefunden werden. Aloys Schmitt unternahm im Jahr 1901 den Versuch, die Partitur mit Teilen aus anderen Mozart-Messen zu ergänzen und das Werk für die Konzertpraxis zugänglich zu machen. Allerdings wurde diese Bearbeitung u. a. aufgrund des vergrößerten, romantischen Orchesters und ungeschickt gewählter Vorlagen oft als stilfremd kritisiert und wird heute kaum mehr verwendet.
Die erste kritische Ausgabe des Fragments legte H. C. Robbins Landon 1956 in der Edition Eulenburg, Zürich vor; die Urtext-Ausgabe von Monika Holl erschien 1983 in der Neuen Mozart Ausgabe. 1987 erschien im Bärenreiter-Verlag eine rekonstruierte und ergänzte Ausgabe von Helmut Eder (Salzburg) unter Mitwirkung von Monika Holl und Klaus Martin Ziegler. Eine weitere bedeutende Ausgabe stammt von Richard Maunder (Oxford University Press, 1990), der erstmals im Credo weitergehend Holz- und Blechbläserstimmen ergänzte.
Vervollständigungs-Versuche der fehlenden Teile des Credo und des Agnus Dei stammen u. a. von Phillip Wilby (Novello), Robert Levin (Carus) und Benjamin Gunnar Cohrs (Musikproduktion Höflich). Thomas Cornelius komponierte ein neues, eigenständiges Agnus Dei zur c-Moll Messe, das 2015 im Dom zu Stendal uraufgeführt wurde.
Die jüngsten Rekonstruktionen und Vervollständigungen stammen von Ulrich Leisinger und von Clemens Kemme (Breitkopf & Härtel 5562) und beziehen jeweils die aktuellsten Forschungsergebnisse mit ein.
Angeregt durch die Bearbeitung von Mozarts Requiem für Streichquartett, die von Peter Lichtenthal (1780–1853) stammt, hat der Salzburger Komponist Hartmut Schmidt die c-Moll-Messe KV 427 ebenfalls für Streichquartett bearbeitet.

## Aufbau
Kyrie:
- 1.	Kyrie, Andante moderato: Chor und Sopran-Solo

Gloria:
- 2.	Gloria in excelsis Deo, Allegro vivace: Chor
- 3.	Laudamus te, Allegro aperto: Arie für Sopran-Solo
- 4.	Gratias agimus tibi, Adagio: Chor
- 5.	Domine Deus, Allegro moderato: Duett für zwei Soprane
- 6.	Qui tollis, Largo: Doppelchor (8-stimmiger Chor)
- 7.	Quoniam tu solus, Allegro: Terzett für zwei Soprane und Tenor-Solo
- 8.	Jesu Christe, Adagio: Chor
- 9.	Cum Sancto Spiritu, Alla breve: Chor

Credo:
- 10.	Credo in unum Deum, Allegro maestoso: Chor
- 11.	Et incarnatus est: Andante: Arie für Sopran

Sanctus:
- 12.	Sanctus, Largo - Allegro comodo: Doppelchor (8-stimmiger Chor)
- 13.	Benedictus, Allegro comodo: Solisten-Quartett und Doppelchor